# Сенчал
Сенчал (англ. Senchal Lake, North Senchal Lake, South Senchal Lake) — водохранилище на территории округа Дарджилинг в северной части Западной Бенгалии на северо-востоке Индии. Состоит из двух акваторий, созданных британскими колониальными властями в первой половине XX века для сбора дождевой и родниковой воды с целью обеспечения питьевой водой Дарджилинга.